# Janov (Bruntáli járás)
Janov (németül: Johannestal) város Csehország Bruntáli járásában. Janov Jindřichov, Město Albrechtice és Petrovice településekkel határos. Lakosainak száma 264 fő (2024. január 1.).

## Népesség
A település lakosságának változását az alábbi diagram mutatja:
| Lakosok száma | 1625 | 1517 | 1073 | 404  | 443  | 346  | 297  | 293  | 271  | 264  |
|               | 1869 | 1890 | 1921 | 1950 | 1980 | 2001 | 2017 | 2019 | 2022 | 2024 |